# Discworld
Discworld é uma série de livros de fantasia cômica escrita pelo escritor inglês Terry Pratchett, ambientada no Discworld, um planeta plano equilibrado nas costas de quatro elefantes que por sua vez ficam nas costas de uma tartaruga gigante. Os livros frequentemente parodiam ou inspiram-se em J. R. R. Tolkien, Robert E. Howard, H. P. Lovecraft, Charles Dickens e William Shakespeare, assim como mitologia, folclore e contos de fada, frequentemente usando-os para paralelos satíricos com questões culturais, políticas e científicas.
Quarenta e um romances de Discworld foram publicados. As edições britânicas originais dos primeiros 26 romances, até Thief of Time (2001), tinham arte de capa de Josh Kirby. Desde a morte de Kirby em 2001, as capas foram projetadas por Paul Kidby. As publicações complementares incluem contos (alguns vagamente relacionadas ao Discworld), quatro livros científicos populares, vários livros complementares e guias de referência. A série foi adaptada para histórias em quadrinhos, teatro, computador e jogos de tabuleiro e televisão.
Em seus lançamentos, os livros da Discworld regularmente encabeçaram a lista de best-sellers do The Sunday Times, tornando Pratchett o autor mais vendido do Reino Unido nos anos 90. Os romances de Discworld também ganharam prêmios como o Prêmio Prometheus e a Carnegie Medal. Na The Big Read da BBC, quatro romances da Discworld estavam entre os 100 melhores, e um total de quatorze no top 200. Mais de 80 milhões de livros da Discworld foram vendidos em 37 idiomas.

## Composição
Muito poucos dos romances "Discworld" têm divisões de capítulos. Em vez disso, eles apresentam histórias entrelaçadas. Pratchett foi citado como tendo dito que "simplesmente nunca adquiriu o hábito de capítulos", depois adicionando que "eu tenho que empurrá-los nos livros YA putativos porque meu editor grita até que eu faça". No entanto, o primeiro romance de Discworld The Color of Magic foi dividido em "livros", assim como Pyramids. Além disso, Going Postal e Making Money ambos têm capítulos, um prólogo, um epílogo e breves teasers do que está por vir em cada capítulo, no estilo de A. A. Milne, Jules Verne e Jerome K. Jerome.

## Temáticas e motivos
Os romances de Discworld contêm temas e motivos comuns que percorrem a série. Os clichês de fantasia são parodiados em muitos dos romances, assim como vários subgêneros de fantasia, como contos de fada (notavelmenteWitches Abroad), histórias de bruxas e vampiros (Carpe Jugulum) e assim por diante. Analogias de questões do mundo real, como a religião (Small Gods), o fundamentalismo e a tensão interna da cidade (Thud!), negócios e política (Making Money), preconceito racial e exploração (Snuff) são temas recorrentes, assim como aspectos da cultura e do entretenimento, como a ópera ( Maskerade), rock (Soul Music), cinema (Moving Pictures), e futebol (Unseen Academicals). Paródias de ficção não-Discworld também ocorrem com frequência, incluindo Shakespeare, Beatrix Potter e vários filmes. Grandes eventos históricos, especialmente batalhas, são às vezes usados como base para eventos triviais e importantes em histórias de Discworld (Jingo, Pyramids), assim como as tendências em ciência, tecnologia, cultura pop e arte moderna (Moving Pictures, Men at Arms Thud!). Há também temas humanistas em muitos dos romances de Discworld e um foco nas habilidades de pensamento crítico nas séries Witches e Tiffany Aching.

## Discworld
Discworld é um mundo plano repleto de magia e sustentado pelos ombros de quatro elefantes gigantescos (Grande T'phon, Tubul, Berilia e Jerakeen), que, por sua vez, estão sobre o casco de uma enorme tartaruga, a Grande A´Tuin. Esse conceito é inspirado pela crença da Mitologia hindu, na qual o mundo é apoiado em seres semelhantes, com uma nomenclatura diferente.

### Livros
| Nº | Nome                                         | Ano  | Grupo                                                                      | Título em português                                        |
| -- | -------------------------------------------- | ---- | -------------------------------------------------------------------------- | ---------------------------------------------------------- |
| 1  | The Colour of Magic                          | 1983 | Rincewind                                                                  | A Cor da Magia                                             |
| 2  | The Light Fantastic                          | 1986 | Rincewind                                                                  | A Luz Fantástica                                           |
| 3  | Equal Rites                                  | 1987 | Bruxas, Feiticeiros                                                        | Direitos Iguais, Rituais Iguais (BR) / Ritos Iguais (PT)   |
| 4  | Mort                                         | 1987 | Morte                                                                      | O Aprendiz de Morte                                        |
| 5  | Sourcery                                     | 1988 | Rincewind, Feiticeiros                                                     | O Oitavo Mago                                              |
| 6  | Wyrd Sisters                                 | 1988 | Bruxas                                                                     | Estranhas Irmãs (BR) / As Três Bruxas (PT)                 |
| 7  | Pyramids                                     | 1989 | Culturas do Discworld(Djelibeybi)                                          | Pirâmides                                                  |
| 8  | Guards! Guards!                              | 1989 | The City Watch                                                             | Guardas! Guardas!                                          |
| 9  | Eric                                         | 1990 | Rincewind                                                                  | Fausto Eric                                                |
| 10 | Moving Pictures                              | 1990 | Vários (Holy Wood), Feiticeiros                                            | A Magia de Holy Wood                                       |
| 11 | Reaper Man                                   | 1991 | Morte, Feiticeiros                                                         | O Senhor da Foice                                          |
| 12 | Witches Abroad                               | 1991 | Bruxas                                                                     | Quando as Bruxas Viajam                                    |
| 13 | Small Gods                                   | 1992 | Culturas do Discworld (Omnia), The History Monks                           | Pequenos Deuses                                            |
| 14 | Lords and Ladies                             | 1992 | Bruxas, Feiticeiros                                                        | Lordes e Damas                                             |
| 15 | Men at Arms                                  | 1993 | The City Watch                                                             | Homens de Armas                                            |
| 16 | Soul Music                                   | 1994 | Morte, Susan Sto Helit, Feiticeiros                                        |                                                            |
| 17 | Interesting Times                            | 1994 | Rincewind, Feiticeiros                                                     |                                                            |
| 18 | Maskerade                                    | 1995 | Bruxas                                                                     |                                                            |
| 19 | Feet of Clay                                 | 1996 | The City Watch                                                             |                                                            |
| 20 | Hogfather                                    | 1996 | Morte, Susan Sto Helit, Feiticeiros                                        |                                                            |
| 21 | Jingo                                        | 1997 | The City Watch                                                             |                                                            |
| 22 | The Last Continent                           | 1998 | Rincewind, Feiticeiros                                                     |                                                            |
| 23 | Carpe Jugulum                                | 1998 | Bruxas                                                                     |                                                            |
| 24 | The Fifth Elephant                           | 1999 | The City Watch                                                             |                                                            |
| 25 | The Truth                                    | 2000 | Ankh-Morpork, The City Watch, The Ankh-Morpork Times                       |                                                            |
| 26 | Thief of Time                                | 2001 | Morte, Susan Sto Helit, The History Monks                                  |                                                            |
| 27 | The Last Hero                                | 2001 | Rincewind, Feiticeiros, The City Watch                                     |                                                            |
| 28 | The Amazing Maurice and his Educated Rodents | 2001 | Vários (Überwald)                                                          | O Fabuloso Maurício e Seus Roedores Letrados               |
| 29 | Night Watch                                  | 2002 | The City Watch, The History Monks                                          |                                                            |
| 30 | The Wee Free Men                             | 2003 | Tiffany Aching                                                             | Os Pequenos Homens Livres (BR) / Os Homenzinhos Livres(PT) |
| 31 | Monstrous Regiment                           | 2003 | Culturas do Discworld (Borogravia), The City Watch, The Ankh-Morpork Times |                                                            |
| 32 | A Hat Full of Sky                            | 2004 | Tiffany Aching, Bruxas                                                     | Um Chapéu Cheio de Céu                                     |
| 33 | Going Postal                                 | 2004 | Moist von Lipwig, Ankh-Morpork                                             |                                                            |
| 34 | Thud!                                        | 2005 | The City Watch                                                             |                                                            |
| 35 | Wintersmith                                  | 2006 | Tiffany Aching, Bruxas                                                     |                                                            |
| 36 | Making Money                                 | 2007 | Moist von Lipwig, Ankh-Morpork                                             |                                                            |
| 37 | Unseen Academicals                           | 2009 | Feiticeiros, Rincewind, Vários (Nutt)                                      |                                                            |
| 38 | I Shall Wear Midnight                        | 2010 | Tiffany Aching, Bruxas                                                     |                                                            |
| 39 | Snuff                                        | 2011 | The City Watch (Sam Vimes)                                                 |                                                            |
| 40 | Raising Steam                                | 2013 | Moist von Lipwig, Ankh-Morpork, The City Watch                             |                                                            |
| 41 | The Shepherd's Crown                         | 2015 | Tiffany Aching, Bruxas                                                     |                                                            |

## Adaptações
Hogfather, uma minisérie para TV de pequena produção fiel à série foi lançada entre 2006 e 2007 na Grã-Bretanha.
Além disso, em 2008 foi lançada na inglaterra a adaptação dos dois primeiros livros da série, "A Cor da Magia" e "A Luz Fantástica", sob o nome de "The Colour of Magic", em uma mini-série de duas partes.

## Jogos

### Role-playing games
Discworld já recebeu uma adaptação ao RPG, feita para o sistema GURPS

### Jogos de Computador
Em 1986, a editora Piranha Games lança um jogo de ficção interativa, The Colour of Magic, baseado no primeiro livro da série.
Em 1991, é lançado um multi-user dungeon, um role-playing game online chamado Discworld MUD.
Em 1995, é lançado pela Psygnosis um jogo de aventura de nome Discworld para PC's, PlayStation e Sega Saturn.
Em 1996, a mesma editora lança um segundo jogo Discworld II: Missing Presumed...!?.
O terceiro jogo de aventura, Discworld Noir é lançado pela GT Interactive em 1999.